# ترنرو
ترنرو (به ایتالیایی: Terranera) یک منطقهٔ مسکونی در ایتالیا است که در روکا دی متسو واقع شده‌است.